# Gasômetro

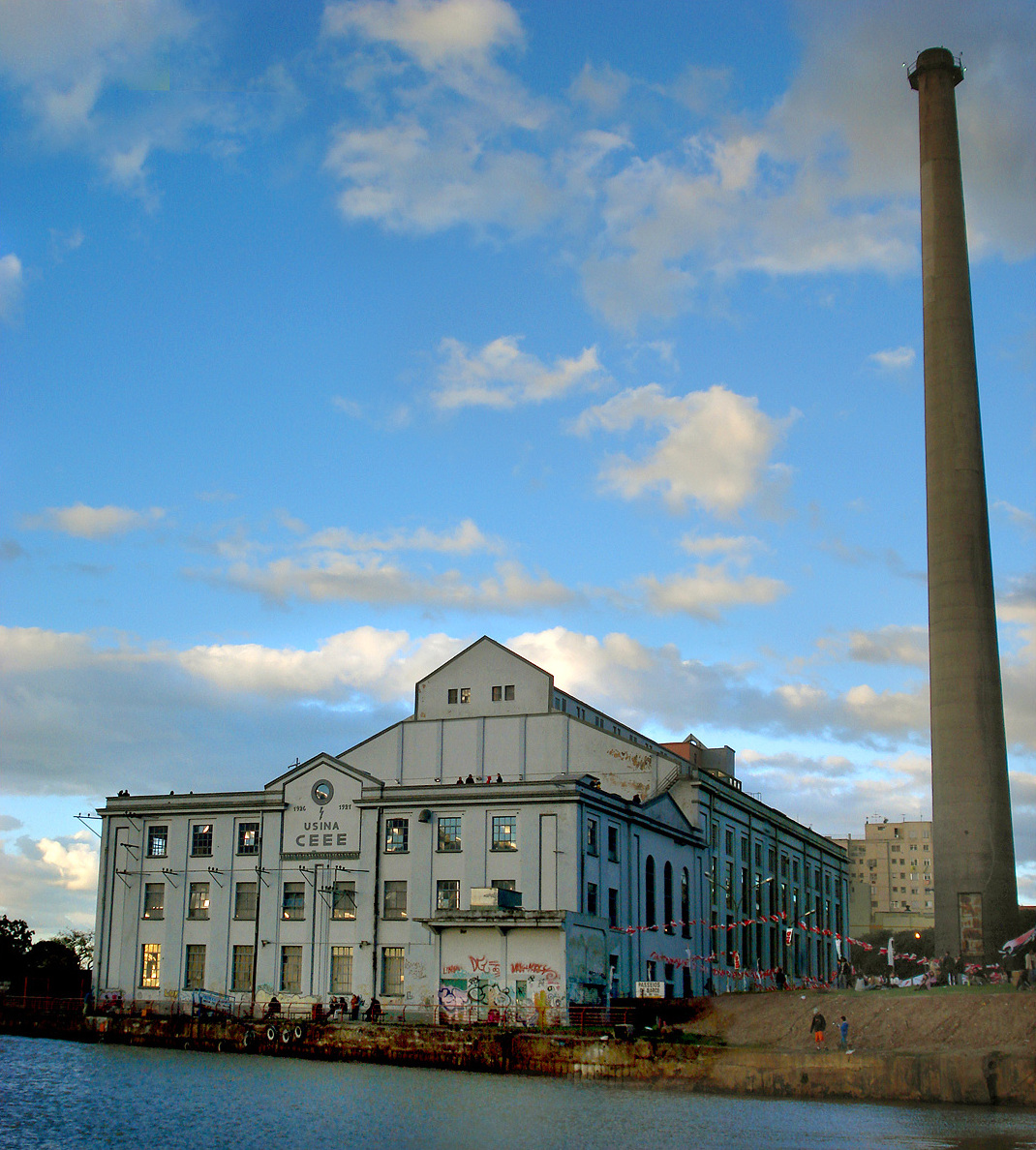
Usina do Gasômetro, Porto Alegre, Brasil

Gasômetro (português brasileiro) ou gasómetro (português europeu) é uma estrutura utilizada para a geração ou armazenagem de gás natural ou gás de cidade. O termo, cunhado no começo do século XIX pelo inventor da iluminação a gás William Murdoch, é usado também para se referir ao aparelho empregado para medir o volume de gás gasto por edifícios residenciais, comerciais ou industriais.